# Miklós Sárkány
Miklós Sárkány   (Budapest, 15 d'agost de 1908 - Viena, 20 de desembre de 1998) va ser un waterpolista i entrenador hongarès que va competir durant les dècades de 1920, 1930 i 1940.
El 1932 va prendre part en els Jocs Olímpics de Los Angeles, on va guanyar la medalla d'or en la competició de waterpolo, una medalla que revalidà als Jocs de Berlín de 1936. En el seu palmarès també destaquen tres campionats d'Europa (1931, 1934 i 1938) i tres lligues hongareses de waterpolo (929, 1939 i 1941).
Entre 1945 i 1947 va entrenar a l'equip nacional hongarès i fins al 1958 ho va fer del Újpesti TE Budapest, equip amb el què guanyà cinc lligues hongareses (1948, 1950-52, 1955). El 1958 emigrà a Alemanya i fou entrenador de la RFA entre 1968 i 1973.